# Garai János (ispán)
Garai János (? – 1430. január 6. előtt) 1402–03-ban temesi ispán. Lánya, Dorottya II. Tvrtko bosnyák király jegyese volt.

## Élete
Az id. Garai Miklós fia volt, bátyjával Garai Miklós nádorral együtt Zsigmond híve.
1394-ben a bosnyákok elleni hadjáratot vezette, 1396-ban pedig részt vett a nikápolyi ütközetben. 1401-ben, amikor Zsigmondot Garai Miklós őrizetbe vette, Garai János átvállalta Zsigmond fogságát és túszként a főurak fogságában maradt.
1410-ben elvette Hedviget, IV. Ziemovit mazóviai herceg lányát.
1415-ben Hervoja fogságába került, de megszökött. 1416-ban a magyar urakat a török fogságból kiszabadító bizottság tagja volt.
Egy 1435-ben született ítéletlevél szerint a felesége gyilkolta meg, hogy ne derüljön fény a Szécsényi Miklóssal folytatott házasságtörő viszonyára.